# 巴伦迪亚
巴伦迪亚（西班牙語：Barrundia）是西班牙巴斯克自治区阿拉瓦省的一个市镇。总面积98km²，总人口640人（2001年），人口密度7人/km²。